# S.A.D.E.
S.A.D.E. ovvero: Libertinaggio e decadenza del complesso bandistico della Gendarmeria salentina è uno spettacolo teatrale, in tre aberrazioni, del 1974, riedito nel 1977, scritto, diretto e interpretato da Carmelo Bene. Musiche di Sante Maria Romitelli. Scene e costumi di G. Bignardi. Direttore d'orchestra: Luigi Zito.

## Lo "spettacolo"
Lo spunto è tratto da Le 120 giornate di Sodoma del Marchese de Sade, mentre la trama è incentrata sul rapporto tra i due personaggi principali, il Servo che ha la fregola di soddisfare in tutti i modi e con qualsiasi mezzo il Padrone ad ottenere il suo orgasmo. Come spiega Gilles Deleuze
"Il Servo masochista si cerca, si sviluppa, si tramuta, si esperimenta, si costituisce sulla scena in funzione delle insufficienze del padrone. Il servo non è per nulla l'immagine rovesciata del padrone, né tanto meno la sua replica o la sua identità contraddittoria: si costituisce per pezzi, a brandelli, partendo dalla neutralizzazione del padrone; acquisisce autonomia propria dall'amputazione del padrone."
Dopo aver sperimentato a iosa ogni trasgressione e ogni possibile mezzo, senza successo, l'orgasmo tanto agognato subentra con l'irruzione delle forze dell'ordine.
Alla prima al Teatro Manzoni il questore di Milano prescrive la sospensione dello spettacolo per oscenità. La motivazione ufficiale di tale provvedimento indicherebbe la presenza dei nudi di donna sul palcoscenico.
Un estratto dello spettacolo viene presentato nell'aprile del 1978 a Domenica In, dove Bene è ospite del conduttore Corrado.
Carmelo Bene definisce il suo S.A.D.E. "lo spettacolo più ferocemente antisociale".

### Seconda edizione
Già molto apprezzato in Francia per la sua produzione cinematografica, Carmelo Bene, con questa seconda edizione parigina di S.A.D.E. (undici repliche) insieme a quella di Romeo e Giulietta (sei repliche) ottiene un successo strepitoso, ma anche la solita spaccatura del pubblico in due, tra sostenitori e detrattori. Ci fu in modo particolare una violenta contestazione da parte delle femministe, che lanciarono sul palco uova marce, interpretando lo spettacolo come una brutalizzazione della figura femminile. Giudizio negativo su Le Figaro che esce con il titolo "Anti-spettacolo a spese dello Stato". A Parigi Bene conoscerà Jean-Paul Manganaro e altri intellettuali francesi con i quali intesserà rapporti duraturi e proficui. Nella capitale francese frequenta Gilles Deleuze, Pierre Klossowski, Michel Foucault, conosce Jacques Lacan ed altri.